# Alfred V. Aho
Alfred Vaino Aho (* 9. August 1941 in Timmins, Ontario, Kanada) ist ein kanadischer Informatiker.
Von 1997 bis 2002 war er Vizepräsident des Computing Sciences Research Center der Bell Labs, wo er vor allem für die Software-Entwicklung zuständig war. Danach wurde er Lawrence-Gussman-Professor für Informatik an der Columbia University. 
Aho machte seinen Bachelor in Engineering Physics an der University of Toronto und seinen Ph. D. in Electrical Engineering / Computer Science an der Princeton University. Er veröffentlichte mehr als 60 technische Papiere und Schriften über Computeralgorithmen, Datenstrukturen, Datenbanken und Compiler. Außerdem ist er Mitentwickler der Programmiersprache awk und des Aho-Corasick-Algorithmus im Jahre 1975 sowie Erstautor der Unix-Tools egrep und fgrep.
2003 erhielt er für seine Beiträge zu den Grundlagen der Informatik und den Gebieten Algorithmen- und Softwaretechnik die John-von-Neumann-Medaille des IEEE. In demselben Jahr wurde er außerdem Mitglied der American Academy of Arts and Sciences. 2013 wurde er zum Mitglied der Royal Society of Canada gewählt, 2022 zum Mitglied der National Academy of Sciences. Für 2020 wurde Aho zusammen mit Jeffrey Ullman der Turing Award zugesprochen.

## Werke
- Alfred V. Aho, Monica Lam, Ravi Sethi, Jeffrey D. Ullman: Compiler, (genannt „das (lila) Drachenbuch“), Pearson, 2008, ISBN 978-3-8273-7097-6
- Alfred V. Aho, Ravi Sethi, Jeffrey Ullman: Compilers: Principles, Techniques, and Tools (genannt „das Drachenbuch“), Addison-Wesley, 2003, ISBN 0-201-10194-7
  - Alfred V. Aho, Ravi Sethi, Jeffrey D. Ullman: Compilerbau, Tl. 1. 2., durchges. Aufl.; Oldenbourg, 1999, ISBN 3-486-25294-1
  - Alfred V. Aho, Ravi Sethi, Jeffrey D. Ullman: Compilerbau, Tl. 2. 2., durchges. Aufl.; Oldenbourg, 1999, ISBN 3-486-25266-6
- Alfred V. Aho, John E. Hopcroft, Jeffrey D. Ullman: The Design and Analysis of Computer Algorithms. Addison-Wesley, 1974, ISBN 0-201-00029-6
- Alfred V. Aho, Brian W. Kernighan, Peter J. Weinberger: The AWK Programming Language. Addison-Wesley, 1988, ISBN 0-201-07981-X
- Alfred V. Aho, Ravi Sethi, Monica Lam: 21st Century Compilers, Addison-Wesley, 2005, ISBN 0-321-13143-6